# Gorzyca (Basse-Silésie)
Pour les articles homonymes, voir Gorzyca.
Gorzyca (en allemand : Lerchenborn) est une localité polonaise de la gmina et du powiat de Lubin en voïvodie de Basse-Silésie.

## Histoire
De 1742 à 1945, Lerchenborn fait partie de l'arrondissement de Lüben dans le district de Liegnitz au sein de la province de Silésie. Il fait partie du domaine de la famille von Bohlen.
En 1945, la région est conquise par l'Armée rouge et rattachée à la république de Pologne. La population germanophone restante est expulsée.
Le nom initial du village après la guerre est Skowronków, en référence au nom allemand.
Entre 1975 et 1998, le village appartient administrativement à la voïvodie de Legnica.

## Géographie
Le village se situe dans la région historique de Basse-Silésie, à environ 8 km au sud-ouest de la ville de Lubin et à 71 km de Wrocław, la capitale régionale.

## Démographie
En 2011, le village compte 461 habitants.
Depuis 2003, les habitants de la ville la plus proche, Lubin, s'y installent de plus en plus.